# Џони Вајсмилер
Џони Вајсмилер (енгл. Johnny Weissmuller), право име Петер Јохан Вајсмилер (Фрајдорф, 2. јун 1904 — Акапулко, 20. јануар 1984) био је амерички спортиста и глумац немачког порекла.

## Биографија
Рођен је у месту Фрајдорф близу Темишвара (у Румунији), према званичним биографским подацима, мада постоје тврдње да је његово место рођења село Међа, у општини Житиште (у Србији). Једино је сигурно да је рођен у Банату, тадашњој Аустроугарској.
Његови отац и мајка били су Немци, Петрус Вајсмилер и Елизабет Керш. С родитељима је као седмомесечна беба прешао у САД. У Чикагу је тренирао ватерполо и пливање, и са осамнаест година (18. јула 1922) обара светски рекорд на 100 m. Вајсмилер је први човек који је препливао 100 m за мање од једног минута (58,6 секунди). Оборио је многе светске рекорде и освајач је пет олимпијских злата. Ипак, светску славу стекао је улогом Тарзана, у филмовима рађеним по романима Едгара Рајса Бароуза (у периоду 1932—1948).

## Филмографија
| Улоге Џонија Вајсмилера |                              |               |        |          |
| Година                  | Српски назив                 | Изворни назив | Улога  | Напомена |
| 1929.                   |                              |               |        |          |
| 1929.                   |                              |               |        |          |
| 1929.                   | Тарзан човек мајмун          |               | Тарзан |          |
| 1934.                   | Тарзан и његова партнерка    |               | Тарзан |          |
| 1936.                   | Тарзаново бекство            |               | Тарзан |          |
| 1939.                   | Тарзан проналази сина!       |               | Тарзан |          |
| 1941.                   | Тарзаново тајно благо        |               | Тарзан |          |
| 1942.                   | Тарзанова авантура у Њујорку |               | Тарзан |          |
| 1943.                   |                              |               |        |          |
| 1943.                   |                              |               |        |          |
| 1943.                   |                              |               |        |          |
| 1945.                   |                              |               |        |          |
| 1946.                   |                              |               |        |          |
| 1946.                   |                              |               |        |          |
| 1947.                   |                              |               |        |          |
| 1948.                   |                              |               |        |          |
| 1948.                   |                              |               |        |          |
| 1949.                   |                              |               |        |          |
| 1950.                   |                              |               |        |          |
| 1950.                   |                              |               |        |          |
| 1950.                   |                              |               |        |          |
| 1951.                   |                              |               |        |          |
| 1951.                   |                              |               |        |          |
| 1952.                   |                              |               |        |          |
| 1952.                   |                              |               |        |          |
| 1953.                   |                              |               |        |          |
| 1953.                   |                              |               |        |          |
| 1953.                   |                              |               |        |          |
| 1954.                   |                              |               |        |          |
| 1954.                   |                              |               |        |          |
| 1955.                   |                              |               |        |          |
| 1955.                   |                              |               |        |          |
| 1970.                   |                              |               |        |          |
| 1976.                   |                              |               |        |          |

### Олимпијске медаље
|           |                 |                                 |
| Пливање   |                 |                                 |
| Злато     | Париз 1924.     | 100 слободним стилом            |
| Злато     | Париз 1924.     | 400 слободним стилом            |
| Злато     | Париз 1924.     | 4x200 слободним стилом, штафета |
| Злато     | Амстердам 1928. | 100 слободним стилом            |
| Злато     | Амстердам 1928. | 4x200 слободним стилом, штафета |
| Ватерполо |                 |                                 |
| Бронза    | Париз 1924.     | Ватерполо тим                   |